# Kaple Panny Marie Pomocnice (Brno)
Poutní Kaple Panny Marie Pomocnice se nachází v Brně-Líšni na kopci "Kostelíček". Současná kaple stojí na místě, kde od roku 1630 stála dřevěná kaple Panny Marie, která byla v roce 1634 vyzděna a ve stejném roce vysvěcena olomouckým biskupem. Za vlády Josefa II. byla, jako mnoho jiných sakrálních staveb té doby, zcela zbořena. Současná kaple byla postavena roku 1914 a má stejnou podobu jako původní kostelíček.

## Historie
Roku 1630 nechala na zalesněném vrchu nad Líšní baronka Eliška Bergrová, tehdejší majitelka líšeňského panství, postavit kapli zasvěcenou Panně Marii jako poděkování za uzdravení nevidomého syna, který "uzřel" na onom místě Pannu Marii s Ježíškem na rukou. Nejdříve byla postavena kaple dřevěná (provizorní) s obrazem Matky Boží Pomocné. Zanedlouho byla postavena kaple zděná, kterou dne 11. června roku 1634 vysvětil olomoucký biskup, kardinál a kníže František z Ditrichštejna.
Díky zjevení Panny Marie se Kostelíček spolu s Vranovem, Křtinami a ostatními moravskými poutními místy stal vyhledávaným poutním místem. Hlavní pouť se konala na svátek Navštívení Panny Marie 2. července. Zanedlouho prostor kostelíčku nestačil, a proto byla postavena kolem kaple zděná podloubí pro spočinutí poutníků. V rozích podloubí pak byly tři menší kaple s jedním oltářem. Ve věži byly umístěna dva zvony. U kostelíčka bydlel jako strážce poustevník, který rovněž posluhoval při mších.

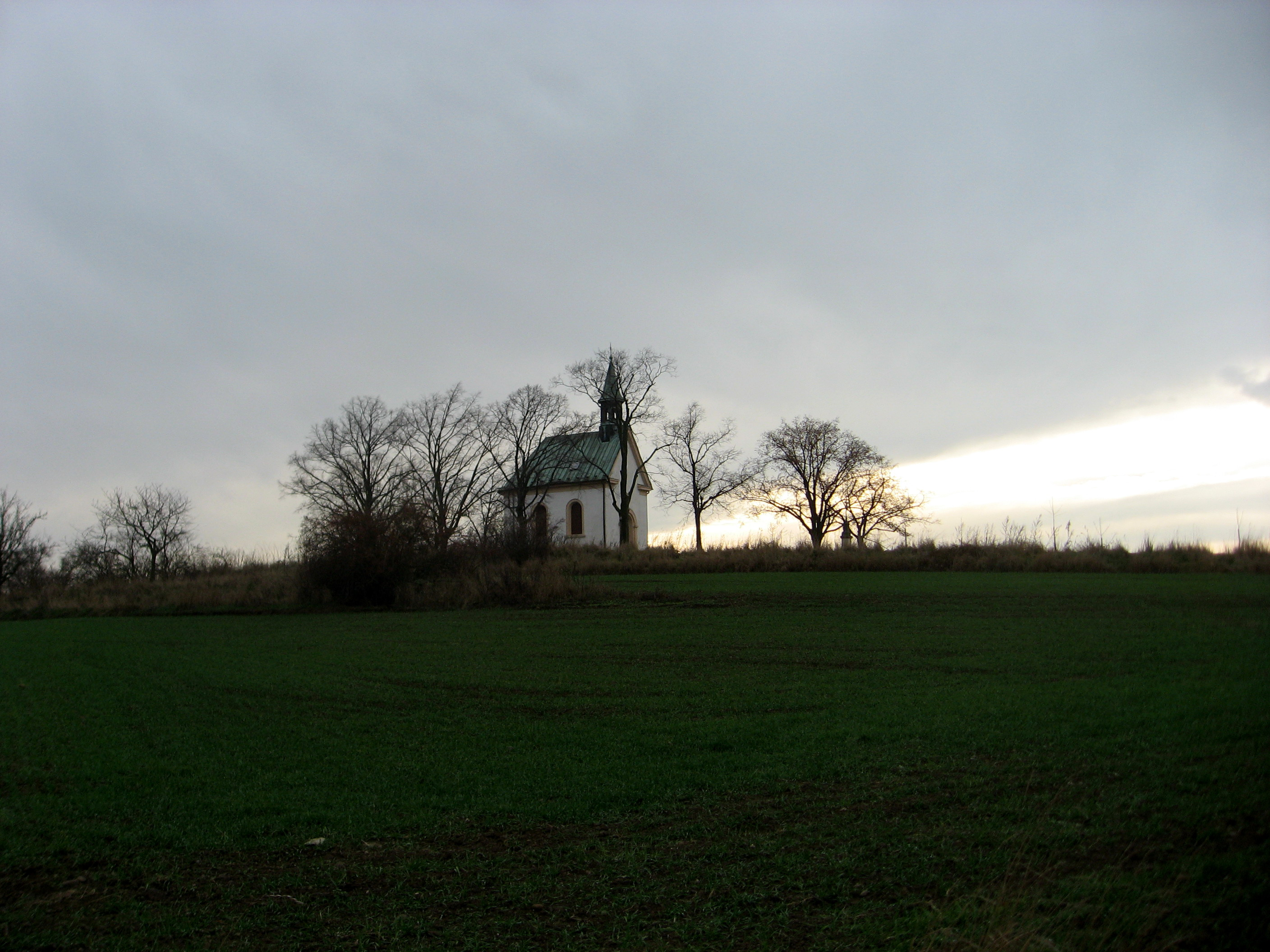
Kostelíček od severu

Za panování císaře Josefa II. byl navzdory mnohým protestům Kostelíček v roce 1784 zbourán a veškeré hmotné vybavení (a že ho nebylo tehdy málo) dílem zkonfiskováno pro náboženský fond, dílem rozkradeno. Obraz Matky Boží Pomocné byl přenesen do farního kostela, kde je dosud. Před místem, kde stával kostelíček, dali zbožní manželé Švehlovi postavit roku 1803 (dle jiných zdrojů 1805) litinový kříž s kamenným podstavcem, který tam dosud stojí; v roce 1904 byl renovován. Vrch byl roku 1879 posázen akáty. Zbylé základy přestaly být časem patrné, na místo se však i nadále chodívali lidé modlit a prosit o přímluvu.
Postupem času vzrůstala touha postavit Kostelíček nový, a tak se tehdejší farář, P. Pavel Pavelka, rozhodl po přímluvě jezuitského superiora Ostrčilíka za pomoci svých farníků vystavět roku 1914 novou svatyni zasvěcenou Panně Marii Líšeňské. Byla zřízena sbírka, kam přispěl mimo jiné i tehdejší hrabě Ludvík Belcredi. Kostelíček byl ještě téhož roku dokončen a stál 6000 korun. Má stejnou podobu jako původní Kostelíček a byl postaven na pozemku věnovaném hrabětem Belcredim. Kostelíček tedy nadále slouží lidu Líšně i mnohým ostatním v duchovních potřebách, i když už není přístupný uvnitř tak často jako dříve.
U příležitosti 100. výročí obnovení byla v roce 2014 provedena celková rekonstrukce a svah před kostelíkem byl osázen třešněmi, tak jak tomu bylo v minulosti. Několik mohutných kamenů na přístupové cestě brání od roku 2008 vjezdu automobilů.